# رهقة (ملحان)

تعديل مصدري - تعديل

رهقة هي إحدى قرى عزلة الشمارية بمديرية ملحان التابعة لمحافظة المحويت، بلغ تعداد سكانها 961 نسمة حسب تعداد اليمن لعام 2004.